# アルフレート・フーゲンベルク
アルフレート・ヴィルヘルム・フランツ・マリア・フーゲンベルク（ドイツ語: Alfred Wilhelm Franz Maria Hugenberg, 1865年6月19日 - 1951年3月12日）は、ドイツ国の実業家、政治家。ドイツ国家人民党（DNVP）党首。1933年に成立したヒトラー内閣で経済相と食糧農業相を兼務した。

## 経歴

### 前半生
1865年6月19日ハノーファーに生まれた。父カール・フーゲンベルクは、プロイセン王国の国会議員を務めた人物である。
フーゲンベルクは、ゲッティンゲン大学、ハイデルベルク大学およびベルリン大学で法律学を、シュトラースブルク大学で経済学を学んだ。1891年超国家主義団体汎ドイツ連盟（Alldeutscher Verband）を共同設立した。1900年またいとこに当たるゲルトルート・アディッケスと結婚した。フーゲンベルクは当初、官界に入り、プロイセンの官僚となった。

### 大実業家
1907年実業界に転じた。フランクフルト・アム・マイン鉱業銀行支配人に就任し、次いで1909年クルップに重役として招聘され、銀行業務や鉄鋼関係を担当し、1918年まで財務・経理取締役会議議長を務めた。
第一次世界大戦中の1916年には、フーゲンベルク・コンツェルンを創設した。これはクルップの資金をバックにした出版コンツェルンであり、祖国党の活動を支援していた。ベルリン最大の新聞を発行するシャール(Scherl)、14紙の地方紙を発行するフェラ・フェアラーク(Vera verlag)など有力ジャーナリズムを傘下に収めてメディアを支配した。1927年には映画会社ウーファ社長となる。
クルップ取締役辞職後も炭鉱連盟や鉱山協会で委員長を務め、重工業界にも隠然たる影響力を持ち続けた。

### 国家人民党党首

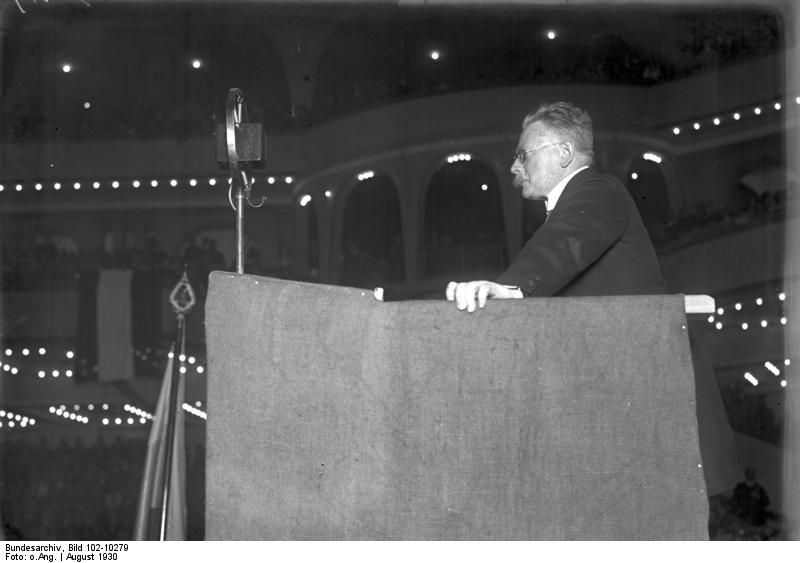
1930年8月、ベルリン・スポーツ宮殿で演説するフーゲンベルク

帝政時代には、ブルジョワ自由主義政党である国民自由党に所属していたが、第一次世界大戦後の1918年に保守政党の国家人民党(DNVP)に入党した。同党は、ユンカーと重工業資本家の利益を代表する右翼的、保守反動的な政党であり、フーゲンベルクは実業界、産業界代表としてこの政党に参加した。1919年には国家人民党所属の国会議員となる。国会議員の地位は1945年の敗戦に伴う国会の解体まで保持した。
政府への参加は「議会主義の擁護につながる」として反対し、1927年初頭以降には政府との協力路線をとる党指導部と激しく対立するようになった。フーゲンベルクはメディアの力を使って1928年秋にはヴェスタープ執行部を辞職に追い込んだ。代わって1928年10月20日の党大会で国家人民党党首に選出された。
1929年6月7日にドイツの新しい賠償方式を定めたヤング案が成立。フーゲンベルクはこれに猛反発し、7月9日にはフーゲンベルクを委員長とする「ドイツ国民請願全国委員会」が創設された。国家人民党の他、鉄兜団や全国農村連盟、ナチスなども参加して反ヤング案闘争を行った。

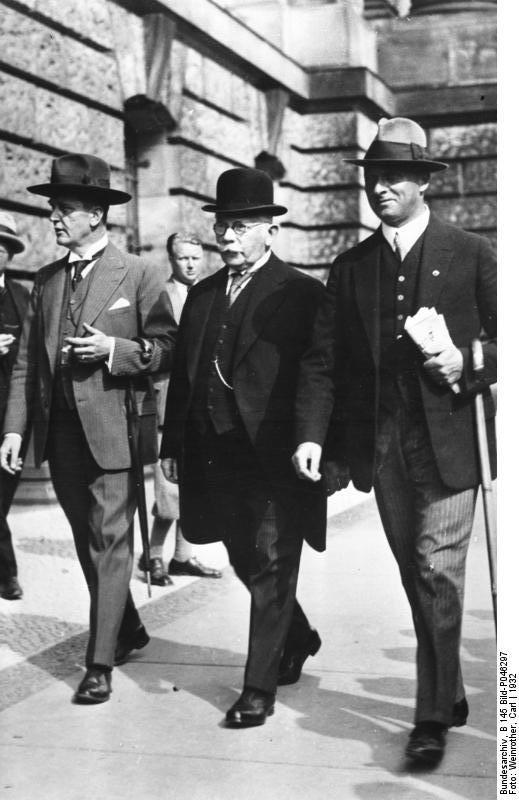
国会に向かうフーゲンベルク（1932年）

パウル・フォン・ヒンデンブルク大統領はフーゲンベルクの非妥協的な態度に激怒した。ヒンデンブルクとその側近クルト・フォン・シュライヒャーはフーゲンベルクを国家人民党内で孤立させようと努めたが、フーゲンベルクの党内影響力は絶大であった。しかし前党首ヴェスタープらはフーゲンベルクの対政府強硬路線に反発し、1930年7月の国会解散後に国家人民党を離党して保守人民党（Konservative Volkspartei、略称KVP）を結成した。
1930年9月14日の選挙の結果、国家人民党は73議席から41議席に議席を落とすという惨敗を喫した。一方ナチスは12議席から107議席に増やすという地滑り的勝利を収めた。国家人民党の支持基盤である実業界や農村はフーゲンベルクの融通のきかない強硬路線に嫌気がさして徐々に離れていき、ナチス支持に転じ始めていた。しかしこの選挙後にもフーゲンベルクは政府からの協力要請に対しては賠償の破棄を求めて拒否する姿勢を続けた。
1931年10月には鉄兜団やナチスと共にハルツブルク戦線を結成し、政府に対抗する「国民反対派」の再統一をはかったが、これは国家人民党の党勢を回復しようという意図が強く、ヒトラーは当初より好ましく思っていなかった。そのためまもなくナチスはハルツブルク戦線から離脱して独自路線に戻った。
1932年の大統領選挙には当選の見込みがなかったために出馬を避け、第一次大統領選挙では鉄兜団のテオドール・デュスターベルクを支持した。しかしデュスターベルクは惨敗して第二次大統領選挙への出馬は見合わせることとなった。第二次大統領選挙ではフーゲンベルクはヒトラー支持でもヒンデンブルク支持でもよいとして党員の自由投票とした。
1933年1月にはヒトラーやフランツ・フォン・パーペンとともにシュライヒャー内閣倒閣に動いた。パーペンとの交渉でヒトラー内閣に経済相として入閣することが決まった。ナチ党からの閣僚はヒトラーを含めてわずか3人であり、他の閣僚はすべてパーペン派の貴族、および国家人民党や鉄兜団などの保守派だったのでフーゲンベルクはヒトラーを傀儡首相にする自信があったらしく、「我々の手でヒトラーを枠にはめてやる」と述べている。

### 経済相

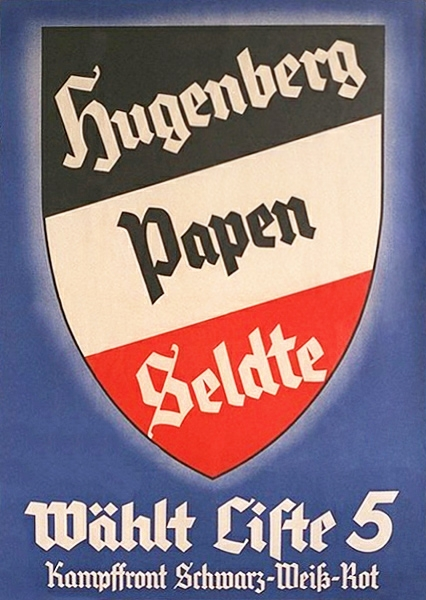
1933年3月の選挙でフーゲンベルクの使用したポスター
パーペンと鉄兜団（シュタール・ヘルム）の指導者ゼルテの名もある

1933年1月30日に成立したヒトラー内閣にフーゲンベルクは経済・農業大臣として入閣した。ヒトラーはナチ党が単独過半数を得るべく総選挙をしたがっていたが、フーゲンベルクは政権内でのナチ党の影響力拡大と自党の影響力低下を嫌がって総選挙に反対した。大統領官邸での任命式の前にフーゲンベルクは総選挙に反対する意思を伝えてヒトラーと揉めたが、ヒンデンブルクを待たせるのはまずいということでその場での対立は一時お預けとなった。
ナチ党は第一党だったとはいえ、連立与党の国家人民党と足しても国会で過半数を得られているわけではなかった。したがってこれ以前の三代の大統領内閣と同様に国会から内閣不信任案を突き付けられる危険性があった。その対策は今まで通り国会無視の大統領緊急令による政治を行うか、総選挙で与党過半数を狙うか、中央党を与党に引き込むか、共産党議員の資格を停止するか（共産党議席を停止すればナチ党と国家人民党で過半数になる）のいずれかであった。
ヒンデンブルクが中央党取り込みを希望したので内閣はまず中央党と連立交渉が行ったが、ヒトラーは保守派閣僚による囲い込み状態突破のためにも総選挙に打って出たがっており、一方フーゲンベルクもカトリック嫌いから中央党を与党に入れることに反対していた。このような状況のため内閣と中央党の連立交渉は申し訳程度のものとなり、2月1日に決裂した。ヒトラーは改めて総選挙を希望したが、フーゲンベルクは相変わらず総選挙を嫌がり、共産党を禁止してその議席を剥奪することでナチ党と国家人民党で過半数を得るべきと主張した。しかし結局ヒトラーが押し切って総選挙が行われることになった。
国家人民党は鉄兜団とともに選挙連合「黒白赤」を結成して選挙に臨んだ。3月5日の投開票の結果、ナチ党は44%の得票を得る一方、「黒白赤」は8%の得票しか得られなかった。この段階ではナチ党と国家人民党を合わせて過半数に達するという状況だったが、3月9日に共産党の議席が再選挙を行わず抹消されたので総議席数が減ってナチ党が単独過半数を得た。これにより国家人民党もキャスティング・ボートを握る立場を失って急速に政権内での影響力を弱めた。3月23日に全権委任法（正式名称「国民と国家の危機を除去するための法律」）が可決されると、ナチ党にとって国家人民党はもはや用済みの連立パートナーに過ぎなくなっていった。

### 経済相辞職後
1933年6月12日にロンドンで開催された世界経済会議の席でフーゲンベルクは旧ドイツ領アフリカ植民地の回復を求める不用意な覚書を提出して各国の不興を買い、これが致命的なスキャンダルとなって、ナチスからの圧力で6月27日には経済・農業大臣辞職、その翌日には国家人民党解党へ追い込まれた。さらにフーゲンベルク・コンツェルン傘下のメディアも次々と強制的に売却されてナチスの支配下に入った。最後まで所有し続けていたメディア企業も、1943年にライン・ヴェストファーレン工場の株と引き換えに売却している。。
戦後イギリス軍に拘束された。1949年に「同調者」に分類されて非ナチ化法廷にかけられたが、無罪となった。戦後も膨大な財産を保持することができた。
1951年3月12日に西ドイツのキューケンブルッフで死去。

## 受章歴
- ドイツ国鷲記章（ドイツ語版）（1943年）